# Livet leker (TV-serie)
Livet leker (engelska: Fresh Fields) är en brittisk komediserie som sändes mellan 1984 och 1986.

## Utmärkelser
Livet leker vann International Emmy Awards pris för Best Popular Arts Program 1984.

## Rollista i urval
- Julia McKenzie – Hester Fields
- Anton Rodgers – William Fields
- Ann Beach – Sonia Barrett
- Fanny Rowe – Nancy Penrose
- Ballard Berkeley – Guy Penrose
- Debby Cumming – Emma Fields (röst)